# Szántó-üzletház (Miskolc)
A Szántó-üzletház Miskolcon, a Széchenyi utca 30. szám alatt áll. A 19. század végén épült lakóház és „Szántó Mór és Társa Ruha Gyára” számára.

## Története
A „Szántó Mór és Társa” cég 1894-ben alakult, ebben az évben épült fel a Széchenyi utcai épület is, igen valószínű, hogy Szántó volt az építtető. A céget az első időkben Stiller János, majd Stiller Ignác képviselte. Érdekes ellentmondás, hogy a kereskedés eleinte mégis csak a földszint felét foglalta el, ezután folyamatos terjeszkedés során az 1910-es évek elejére foglalták el az egész épületet. Egy 1902-ben készült képeslap már ezt az állapotot rögzíti, a ház utcai frontján hatalmas feliratok hirdette a céget: Szántó Mór és Társa Ruha Gyára. Szántóék folyamatosan hirdették cégüket a helyi sajtóban is, úri ruhatermüket, férfi konfekcióáruikat, női divatcikkeiket, gyermekruháikat, „szigorúan szabott” férfi- és női ruháikat, női fűzőket, szöveteket, szőrméket, egyenruházatot stb. Az épület több mint fél évszázadon át adott helyet a divatkereskedésnek. Szántó Mór részt vett a közéletben, közreműködött a miskolci zsidó hitközség vezetőségében. A vállalkozás országos kiterjedtséggel rendelkezett, az északi régió egyik legjelentősebb üzlethálózata volt, érdekeltségei voltak Budapesten, Aradon, Rozsnyón, Sátoraljaújhelyen, Szatmárban, Máramarosszigeten, Ózdon és Salgótarjánban is. A cég a fénykorát az 1930-as évek második felében élte, ezután azonban a zsidótörvények egyre nehezebbé tették a működést, végül teljesen ellehetetlenítették. A tulajdonosokat deportálták, ahonnan nem tértek vissza. 1944. május 2-án a város új, keresztény vezetőt nevezett ki a zsidó üzletházba, majd az évtized második felében megtörtént az államosítás. Az emeleti helyiségekben lakásokat alakítottak ki, de itt volt a Miskolci Élelmiszer Kiskereskedelmi Vállalat központja is. 1981-től 1991-ig a Városi Művelődési Központ propaganda és rendezvényszervező részlege működött benne. Az üzlethelyiséget kettéosztották, a portálokat és a homlokzatokat pedig az 1950-es években a végletekig lepusztították. A boltok ruházati profilja – változatos nevekkel – ezután is sokáig megmaradt: volt itt Modell-ház, Nylon áruház, Revű üzlet, Divatáruk boltja stb. A 2000-es évekbeli felújítás után a főutcai boltokat ruházati és sportruházati üzletek bérelték.

## Leírása
A ház kinézetét illetően hatalmas a különbség az építése utáni fél évszázad és a mai megjelenés között. Az egyemeletes épület héttengelyes, tetőzete az utcával párhuzamos nyeregtető. Az udvarra vezető bejárat a harmadik és a negyedik tengely között helyezkedik el, a kapualj síkmennyezetes. A bejárat sajátos elhelyezése miatt aszimmetrikus a kialakítás, amit az is fokoz, hogy az ablakok közötti távolság nem egyforma. Az ablakok záródása az építéskor is egyenes volt, de keretelése eredetileg dúsan tagolt volt, a szemöldökpárkányok alatt pedig szép vakolatkeretelésű díszek voltak. Az udvar az U alakú beépítés következtében a szomszédos ház nyugati oldalához illeszkedik. A déli, Szinvára néző házrész szintén egyemeletes, homlokzata egyszerű, ablakai keretelés nélküliek. A házat a 2000-es évek első évtizedben felújították, melynek során megújultak az üzletportálok, és az emeleti homlokzat is kapott némi díszt. 
Az épületben 2018-ban egy török étterem és egy mobilcég működtet üzleteket. A kapubejáraton át egy népszerű szórakozóhelyet lehet megközelíteni, amelynek a ház déli oldalán, a Szinván átívelő terasza van.

## Képek

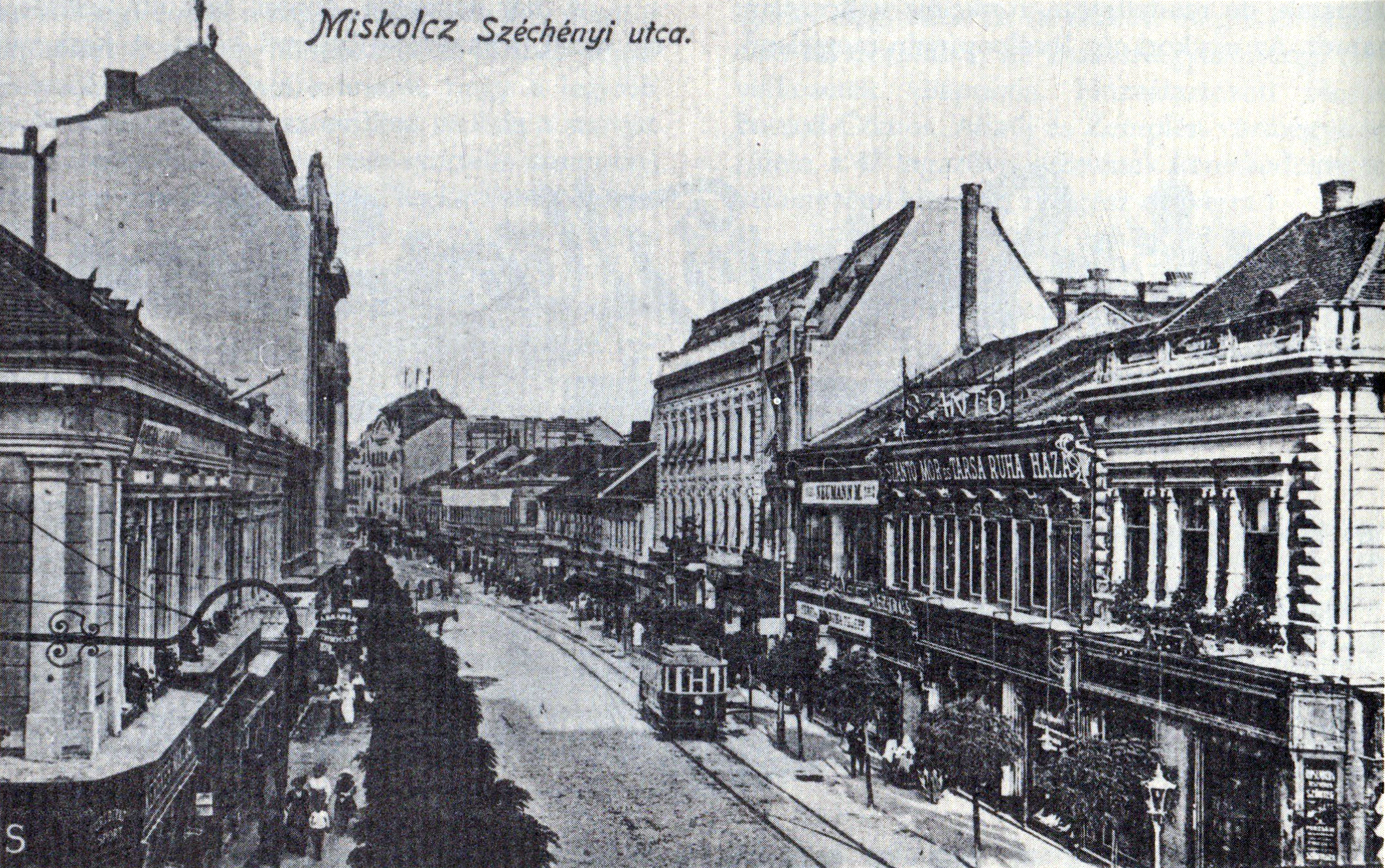
A Szántó-cég az épületben, 1902
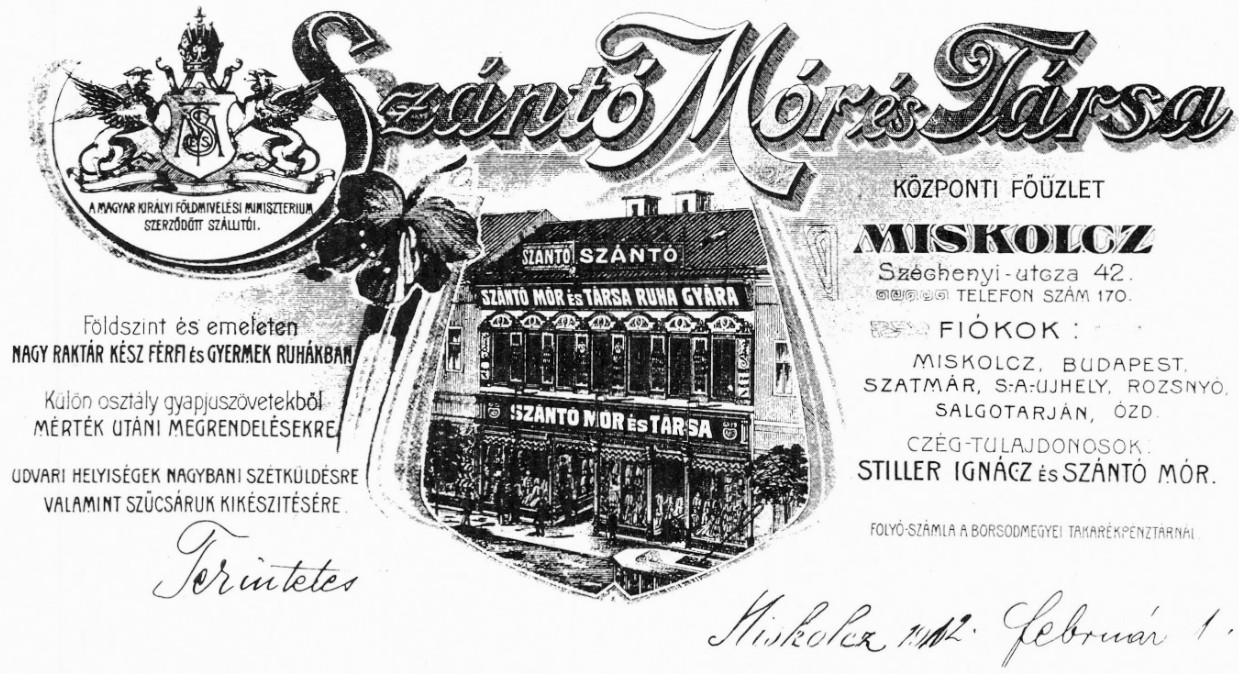
A cég díszes levélpapírja, rajta az épület rajzával, 1912
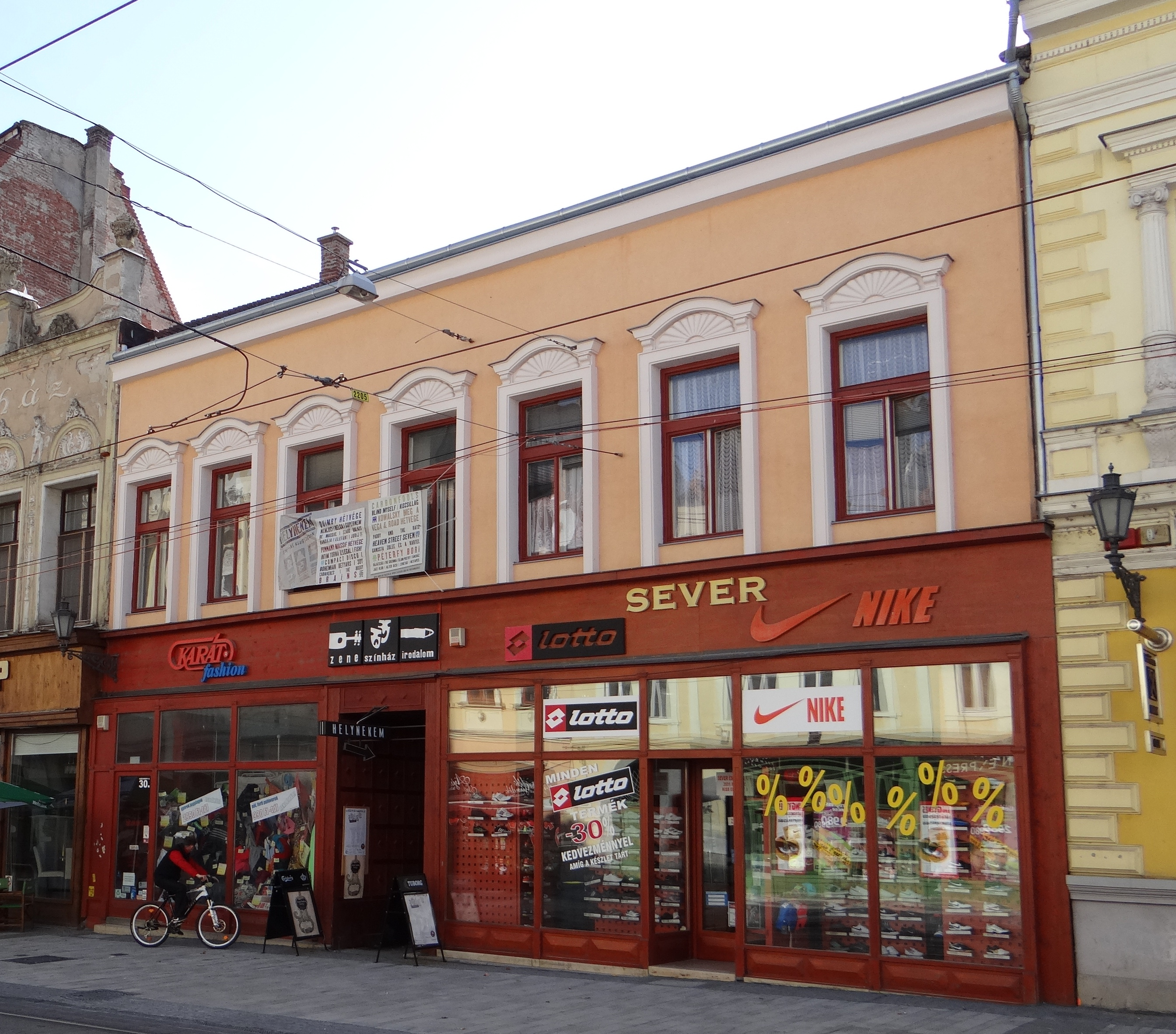
A ház a Széchenyi utcán
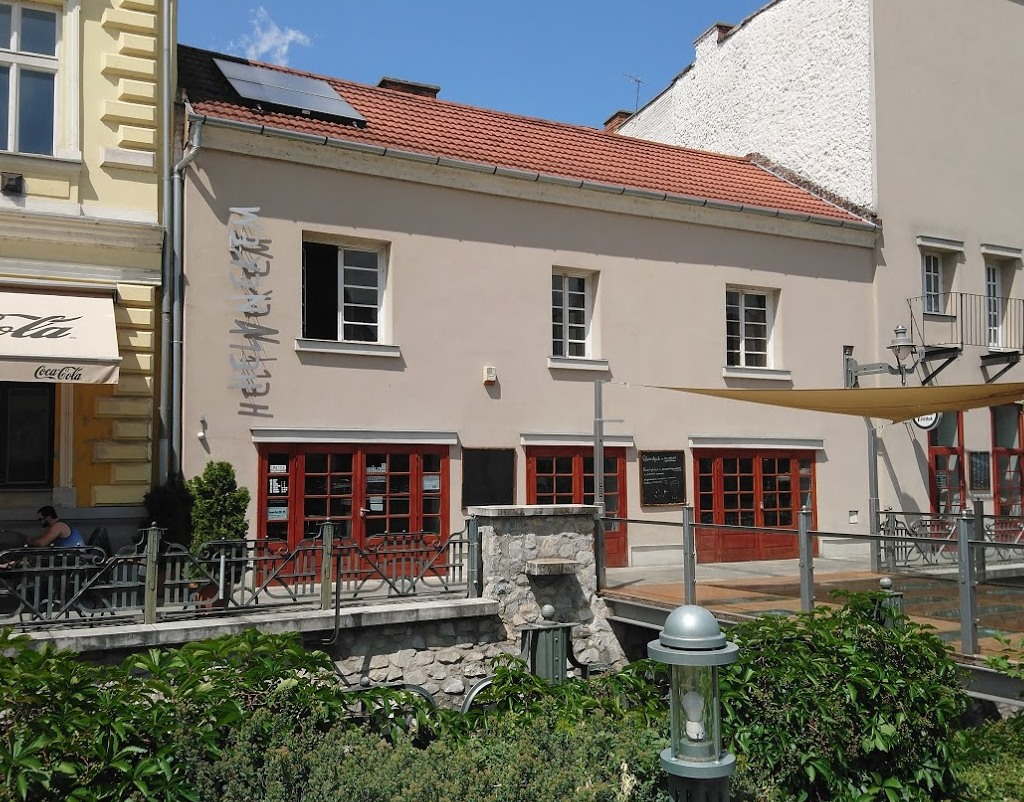
A Szinva-parti oldal terasza